# Storebusen
Storebusen är ett berg i Antarktis. Det ligger i Östantarktis. Norge gör anspråk på området. Toppen på Storebusen är 1 890 meter över havet.
Terrängen runt Storebusen är platt åt sydväst, men åt nordost är den kuperad. Trakten är obefolkad. Det finns inga samhällen i närheten.